# Cláudia Sousa
Cláudia Maria Azenha Margato de Ramalho Sousa, más conocida como Cláudia Sousa (Coímbra, 1975 - 2014) fue una bióloga y una de las primeras primatólogas portuguesas. Considerada una de las mayores especialistas del mundo en el campo de la investigación sobre las habilidades cognitivas de los chimpancés y su relación con los humanos, contribuyó en diversas áreas del conocimiento.

## Trayectoria
Cláudia Sousa nació en 1975 en la ciudad de Coímbra pero vivió en Figueira da Foz, hasta que fue a estudiar biología en la Universidad de Coímbra, donde cursó su Maestría en Antropología biológica. En 2001, se fue a Japón, donde hizo su doctorado en primatología, bajo la dirección del primatólogo japonés Tetsurō Matsuzawa, en el Instituto de Investigación de Primates de la Universidad de Kioto.

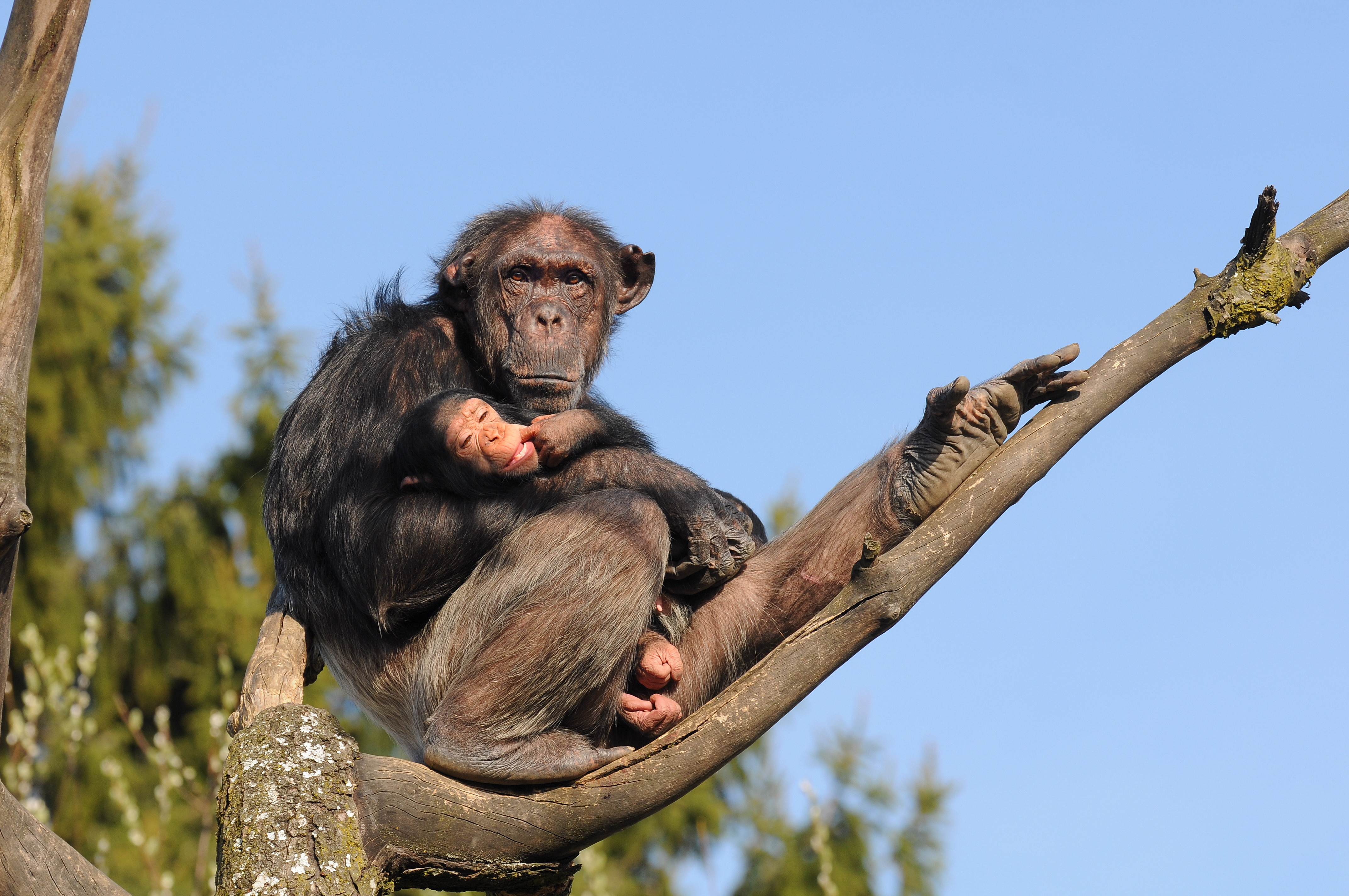
Chimpancé común (Pan Troglodytes)

En ese Instituto, estudió las habilidades cognitivas y el comportamiento de los chimpancés en cautiverio, sobre lo que escribió su tesis doctoral. A través de experiencias en las que les dio objetos de valor simbólico (fichas o tokens) para intercambiar por frutas, descubrió que, en lugar de gastarlo todo de una vez, ahorraban. Esto demostró que los chimpancés tienen nociones básicas de economía, como acumulación de capital, y que la metodología que adoptó para evaluar la cognición era válida. Este descubrimiento reveló que, al igual que los humanos, entienden que ciertos objetos pueden tener un valor simbólico.
A lo largo de su carrera, se dividió entre las clases de antropología biológica que impartía en la Facultad de Ciencias Sociales y Humanas de la Universidad Nueva de Lisboa y el trabajo de campo en Guinea-Bisáu y Guinea. En sus diversas visitas a estos dos países, estudió el comportamiento adoptado por los chimpancés en su hábitat natural, su dispersión geográfica en el territorio y registró sus vocalizaciones y su interacción con la población humana.
En 2004 fundó, junto con Catarina Casanova y otros compañeros, la Asociación Portuguesa de Primatología, de la que fue, entre 2007 y 2011, su presidenta.
Cláudia Sousa murió en 2014, a los 39 años, víctima de cáncer.

## Reconocimiento
Después de su muerte, se creó en su honor el Fondo Conmemorativo Cláudia Sousa, financiado por el director del Instituto de Investigación de Primates de la Universidad de Kioto, el primatólogo japonés Tetsuro Matsuzawa. Este fondo tiene como objetivo continuar el trabajo iniciado por Sousa para promover el estudio de la primatología entre los estudiantes portugueses.
En septiembre de 2015, tuvo lugar en el Museo Nacional de Etnología, en Lisboa, el Coloquio Internacional Chimpancés, Humanos y Naturaleza. El Legado de Cláudia Sousa, que reunió en su honor a sus compañeros y alumnos, tanto extranjeros como portugueses. Entre los interlocutores se encontraban el antropólogo António Bracinha, el primatólogo Tetsuro Matsuzawa, la científica forense Eugénia Cunha y la antropóloga Catarina Casanova.
Ganó las ediciones de 2014 y 2015 del Premio Santander a la Internacionalización de la Producción Científica, otorgado póstumamente.
Los autores de la guía de campo Plants Used by Chimpanzees and Humans in Cantanhez, Guinea Bissau, le dedicaron el libro, que fue publicado en 2019.

## Legado
Su trabajo de investigación abarcó varias áreas de conocimiento y contribuyó al desarrollo de la arqueología de primates, es decir, la aplicación de métodos y técnicas de investigación utilizados por la arqueología al estudio de los primates. Esto permitió el desarrollo de enfoques innovadores, tales como: asociar la creación de herramientas con comportamientos; registrar la apariencia de los sitios modernos de primates; asociar los métodos arqueológicos con el estudio del comportamiento social e individual de los animales en su hábitat.
Áreas de investigación como la evolución humana, la conservación de primates y su relación con los humanos también se han beneficiado de sus investigaciones sobre las habilidades cognitivas de los chimpancés y su comportamiento en cautiverio y en libertad.

## Trabajos seleccionados
Escribió la monografía:
- 1999 - El uso de fichas por parte de los chimpancés: un nuevo enfoque para el uso de herramientas y la inteligencia[16]

Entre los artículos que escribió para publicaciones portuguesas y extranjeras, se encuentran:
- 2009 - El estudio de los chimpancés y su relación con las comunidades humanas: integrando la Antropología Biológica y la Antropología Social, revista Humanas[16]
- 2014 - El efecto del cierre del dosel sobre los chimpancés en abundancia en el Parque Nacional Lagoas de Cufada, Guinea-Bissau, publicado en la revista Primates[17]
- 2015 - Ecología alimentaria de chimpancés (Pan troglodytes verus) que habitan la matriz bosque-manglar-sabana-agrícola en Caiquene-Cadique, Parque Nacional Cantanhez, Guinea-Bissau, publicado después de su muerte en el American Journal of Primatology[18]